# Споряджена маса
Споря́джена ма́са — сукупна маса транспортного засобу (насамперед автомобіля, літака) зі стандартним обладнанням, усіма необхідними для експлуатації витратними матеріалами (мастила, охолоджуюча рідина тощо), повним баком палива, але без пасажирів та вантажу.
У випадку автомобільного причепа споряджена маса — його власна маса із запасним колесом (якщо причіп ним комплектується), без вантажу.
Органи державної влади або недержавні організації можуть надавати інші регулятивні визначення поняття спорядженої маси для тих чи інших потреб. Зокрема, до спорядженої маси може включатися обмежена кількість пального та інших витратних матеріалів з метою коректного порівняння різних транспортних засобів. Наприклад, у випадку автомобіля, зареєстрованого у Німеччині, споряджена маса визначається з урахуванням маси водія (68 кг), однієї одиниці багажу масою 7 кг та заповненості паливного бака на 90 %.